# Lorrin A. Cooke

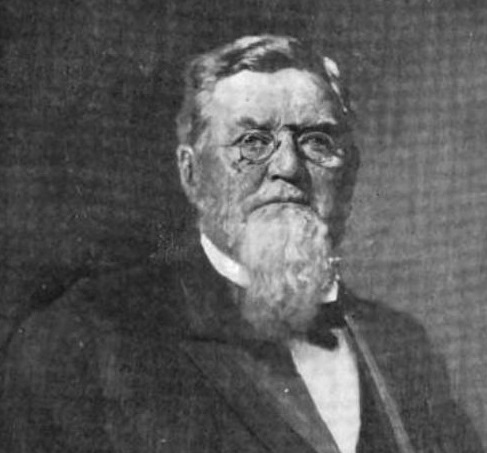
Lorrin A. Cooke.

Lorrin Alanson Cooke, född 6 april 1831, död 12 augusti 1902, var en amerikansk politiker och guvernör i Connecticut.

## Tidigt liv
Lorrin A. Cooke föddes i New Marlborough, Massachusetts. Han studerade vid Norfolk Academy i Connecticut. Senare arbetade han som lärare i Connecticuts offentliga skolor.

## Politisk karriär
Cooke valdes till ledamot av Connecticuts representanthus 1856. Han var ledamot av Connecticuts senat från 1883 till 1885 och var talman i senaten från 1884 till 1885. Han representerade Republikanerna.
Han var viceguvernör i Connecticut under guvernören Henry B. Harrison från den 8 januari 1885 till den 7 januari 1887. Han var åter viceguvernör från den 9 januari 1895 till den 6 januari 1897 under guvernören Owen Vincent Coffin. Från sin andra period som viceguvernör valdes han direkt till guvernör. Han blev därmed den förste viceguvernören i Connecticut sedan Alexander H. Holley på 1850-talet som sedan blev guvernör.
Under sin tid som guvernör lyckades han få Connecticuts offentliga finanser i balans, trots ökade utgifter på grund av spansk-amerikanska krigets utbrott. Han slutade som guvernör den 4 januari 1899 och efterträddes av sin partikamrat George E. Lounsbury.

## Senare år
Sedan Cooke slutat som guvernör, fortsatte han att vara aktiv i samhället. Han avled i Winsted, Connecticut, den 12 augusti 1902, vid en ålder av 71 år.